# V Librae
V Librae är en pulserande variabel av Mira Ceti-typ (M) i stjärnbilden Vågen. 
Stjärnan varierar mellan visuell magnitud +9,0 och 16,0 med en period av 256 dygn.